# Imad Touil
Imad Touil, né le 11 février 1989 à El Oued, est un athlète algérien spécialiste du 1 500 mètres, champion du monde junior en 2008.

## Palmarès
| Date | Compétition                    | Lieu           | Résultat | Épreuve            | Temps         |
| ---- | ------------------------------ | -------------- | -------- | ------------------ | ------------- |
| 2008 | Championnats du monde de cross | Édimbourg      | 43e      | Individuel juniors | 24 min 46 s   |
| 2008 | Championnats du monde juniors  | Bydgoszcz      | 1er      | 1 500 m            | 3 min 47 s 40 |
| 2009 | Championnats panarabes         | Damas          | 2e       | 1 500 m            | 3 min 40 s 86 |
| 2011 | Jeux mondiaux militaires       | Rio de Janeiro | 3e       | 1 500 m            | 3 min 41 s 24 |
| 2011 | Universiade                    | Shenzhen       | 1er      | 1 500 m            | 3 min 48 s 13 |
| 2013 | Jeux méditerranéens            | Mersin         | 3e       | 1 500 m            | 3 min 36 s 71 |

### Records
| Épreuve      | Performance   | Lieu      | Date         |
| ------------ | ------------- | --------- | ------------ |
| 1 000 mètres | 2 min 18 s 52 | Tomblaine | 26 juin 2009 |
| 1 500 mètres | 3 min 35 s 82 | Rabat     | 27 mai 2012  |